# John McIntosh
Pour les articles homonymes, voir Mackintosh.
John McIntosh (15 août 1777 - ca 1846) était un fermier canadien. Il a découvert la pomme McIntosh.

## Biographie
Né dans la vallée Mohawk dans l’État de New York en 1777, il était fils d'immigrant écossais. Il s'établit dans le comté de Dundas en Ontario vers 1800. En nettoyant sa propriété, John ou son fils Allen découvrirent quelques pommiers et les transplantèrent près de leur maison. Allen, le fils, trouvant qu'un des pommiers donnait des fruits particulièrement savoureux décida de greffer tous les autres pommiers sauvages avec des greffons en provenance du bon pommier.

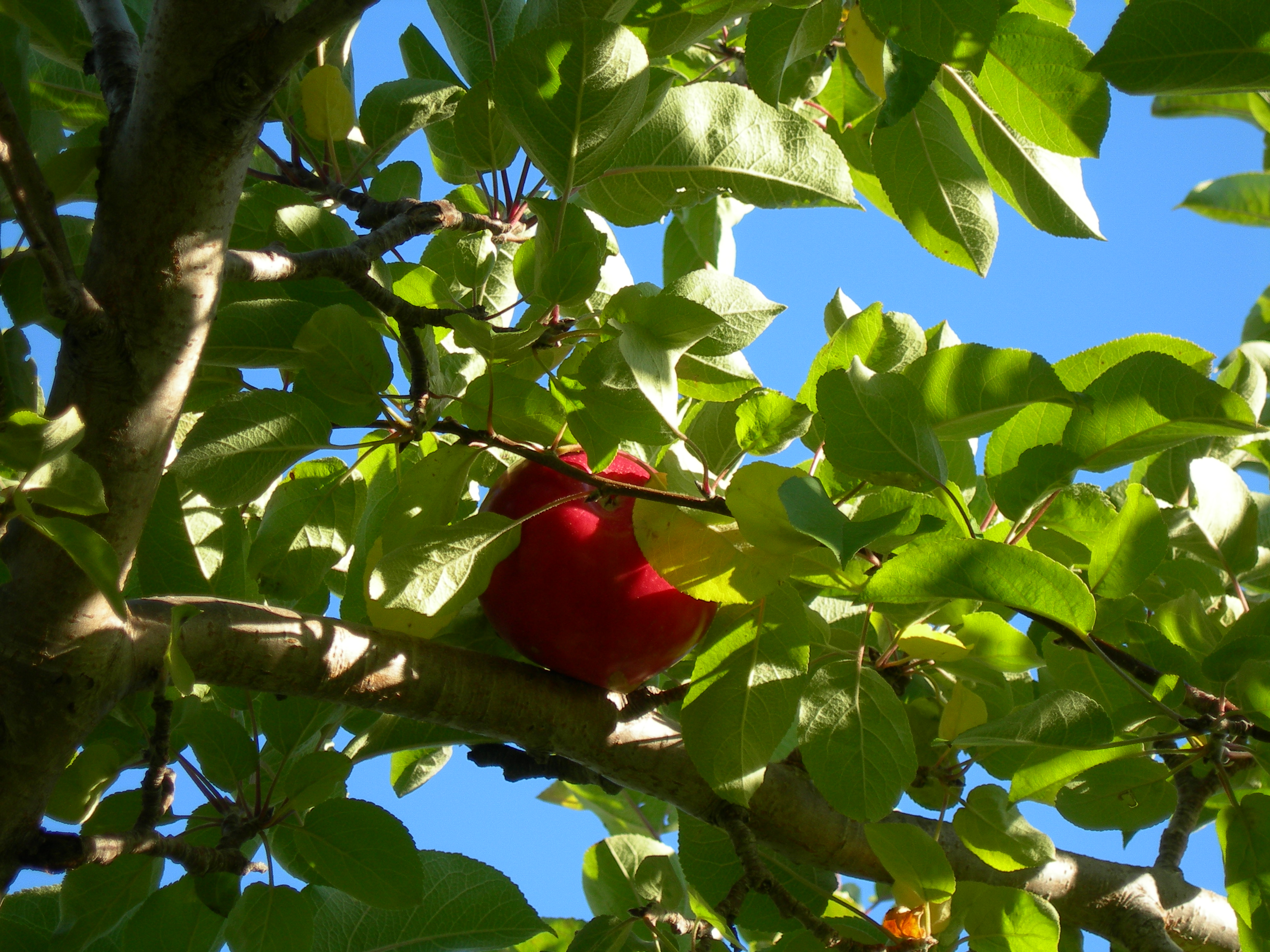
Pomme McIntosh, Québec

Ses voisins appréciant ces pommes, McIntosh se lança dans la production de pommes qu'il baptisa de son nom. Ce n'est pourtant que vers la fin du XIXe siècle que la pomme McIntosh devint populaire grâce à ses fils et son petit-fils qui feront de la McIntosh, réputée localement, l'important fruit de verger commercial que l'on connaît aujourd'hui. De nos jours, la pomme McIntosh est cultivée dans presque toutes les régions de l'Amérique du Nord.
D'autres variétés de pommes, telles que la Macoun et la Cortland, dérivent de la McIntosh.